# Derospidea
Derospidea is een geslacht van kevers uit de familie bladkevers (Chrysomelidae).
De wetenschappelijke naam van het geslacht werd in 1931 gepubliceerd door Blake.

## Soorten
- Derospidea brevicollis (LeConte, 1865)
- Derospidea cyaneomacula (Jacoby, 1886)
- Derospidea ornata (Schaeffer, 1905)